# Магомедов, Султан Марузбегович
Султан Марузбегович Магомедов (род. 24 мая 1974, Махачкала) — российский дзюдоист, призёр чемпионата России, призёр открытого чемпионата Финляндии, призёр Кубка мира, мастер спорта России международного класса.

## Биография
В детстве занимался вольной борьбой. После службы в армии под влиянием старших братьев увлёкся дзюдо. Его первым тренером на этом поприще стал Газимагомед Ахмедов. Через четыре года Магомедов стал призёром чемпионата России. Для дальнейшего спортивного роста нужны были спарринг-партнёры и Магомедов переехал Пермь, где стал тренироваться в обществе «Динамо». Там же, в Перми, получил высшее юридическое образование.
Много и успешно выступает на престижных ветеранских соревнованиях. В 2005 году занял третье место на Суперкубке мира. В 2006 году выиграл чемпионат мира во Франции, а на чемпионате Европы занял третье место. В 2007 году стал серебряным призёром чемпионата Европы.

## Спортивные результаты
- Чемпионат России по дзюдо 1999 года — ;
- Открытый чемпионат Финляндии по дзюдо 2003 года — ;